# Вівчарик новогвінейський
Вівча́рик новогвінейський (Phylloscopus poliocephalus) — вид горобцеподібних птахів родини вівчарикових (Phylloscopidae). Мешкає в Індонезії, Папуа Новій Гвінеї та на Соломонових Островах. Виділяють низку підвидів.

## Підвиди
Виділяють вісімнадцять підвидів:
- P. p. suaramerdu Rheindt, et al 2020 — острів Пеленг;
- P. p. emilsalimi Rheindt, et al 2020 — острів Таліабу;
- P. p. henrietta Stresemann, 1931 — острови Хальмахера і Тернате;
- P. p. waterstradti (Hartert, E, 1903) — острови Бачан і Обі[en];
- P. p. everetti (Hartert, E, 1899) — острів Буру;
- P. p. ceramensis (Ogilvie-Grant, 1910) — острови Серам і Амбон;
- P. p. avicola Hartert, E, 1924 — острови Кай[en];
- P. p. matthiae Rothschild & Hartert, E, 1924 — острови святого Маттія[en];
- P. p. moorhousei Gilliard & LeCroy, 1967 — острови Нова Британія і Умбой[en];
- P. p. leletensis Salomonsen, 1965 — острів Нова Ірландія;
- P. p. poliocephalus (Salvadori, 1876) — північний захід Нової Гвінеї;
- P. p. albigularis Hartert, E & Paludan, 1936 — захід Нової Гвінеї;
- P. p. cyclopum Hartert, E, 1930 — північ Нової Гвінеї;
- P. p. giulianettii (Salvadori, 1896) — центр і південий схід Нової Гвінеї;
- P. p. hamlini Mayr & Rand, 1935 — острів Гуденаф[en];
- P. p. becki Hartert, E, 1929 — східні Соломонові острови;
- P. p. bougainvillei Mayr, 1935 — острів Бугенвіль;
- P. p. pallescens Mayr, 1935 — острів Коломбангара.

Біяцькі та нумфорські вівчарики раніше вважалися підвидами новогвінейського вівчарика, однак були визнані окремими видами.

## Поширення і екологія
Новогвінейські вівчарики живуть у вологих гірських і рівнинних тропічних лісах та чагарникових заростях.